# アンティル海流
アンティル海流（アンティルかいりゅう、英: Antilles Current）とは大西洋の北赤道海流がアンティル諸島の東側で二分するうちの、アンティル諸島の東側に沿って北流する海流のことである。バハマ諸島の北方でフロリダ海流に合流する。この海流の強さは顕著な季節変化があるため、流量はフロリダ海流の約半分の毎秒1200万トンに過ぎないが、ハッテラス岬沖の湾流に顕著な季節変化を生ずるひとつの原因といわれている。